# Morawa
Morawa, nebo také Morawka či německy Morawa-Teich Gr. a česky Morava nebo Moravka, je potok v Opolském vojvodství v jižním Polsku v Horním Slezsku. Je to přítok řeky Troja patřící do povodí řeky Odry a úmoří Baltského moře.

## Popis toku
Potok Morawa pramení ve vesnici Wódka ve gmině Branice v okrese Głubczyce v Opolském vojvodství v jižním Polsku. Potok dále protéká přibližně východním směrem gminou Ketř (Gmina Kietrz), přes vesnice Chróścielów, Lubotyń a Dzierżysław. Pak se stáčí k severu pod svahy kopce Góra Cisowa (276 m n. m.) a Wapniak (285 m n. m.) a protéká obcí Ketř (Kietrz). V Ketři tvoří pravostranný přítok řeky Troja.

## Další informace
Potok a okolní oblast byly ve středověku majetkem omlomouckého biskupství v rámci tzv. moravské enklávy ve Slezsku.

## Galerie

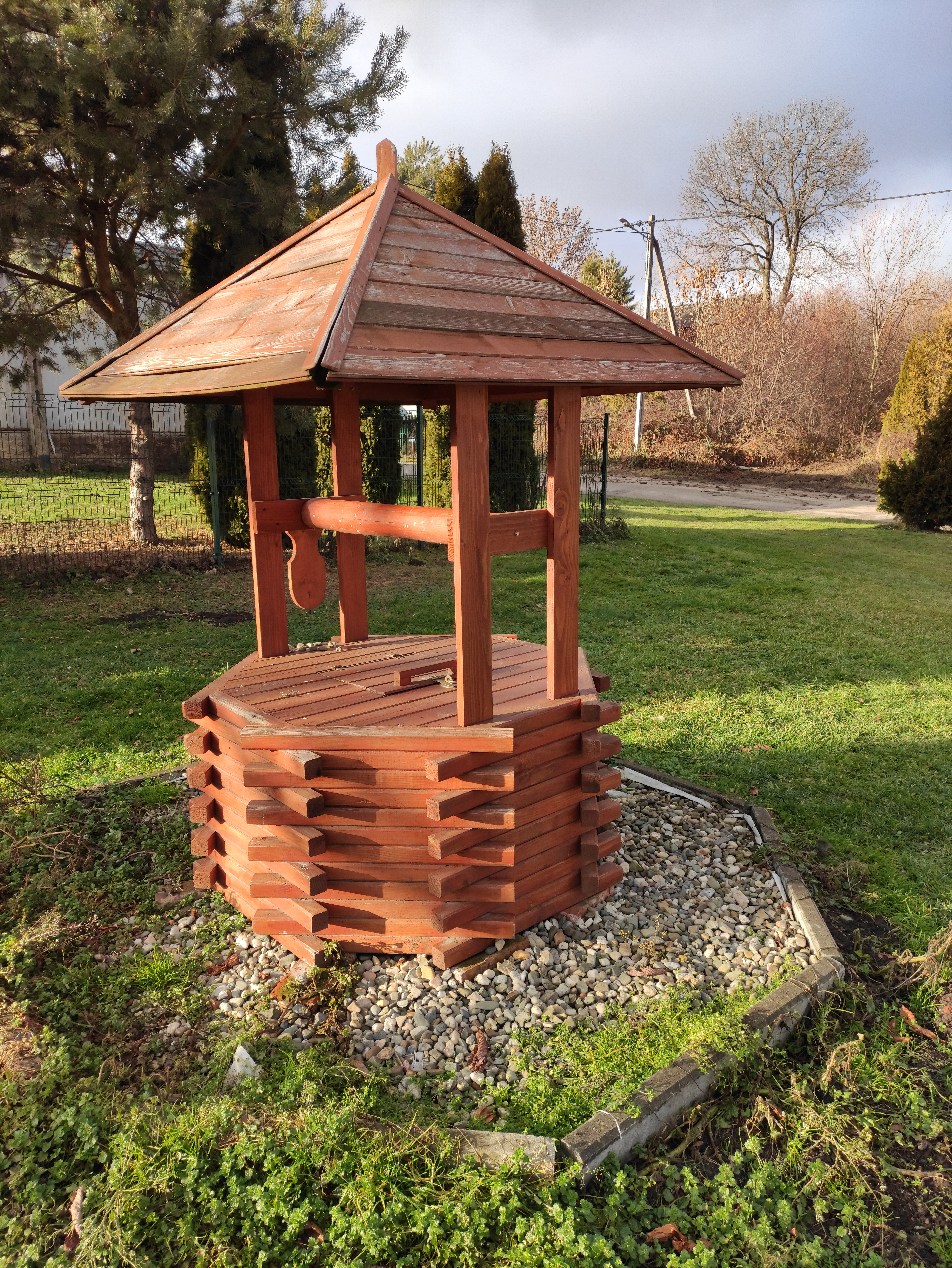
Studna u pramene